# Pandeli Evangjeli
Pandeli Evangjeli, al cărui nume de familie este scris uneori Vangjeli, (n. 6 ianuarie 1859, Korçë, Ioannina Eyalet⁠(d), Imperiul Otoman – d. 14 septembrie 1949, Korçë, regiunea Korçë, Albania) a fost un politician albanez care a îndeplinit funcții importante în viața politică a Albaniei din perioada interbelică. El a fost inițial un activist politic al Renașterii Naționale Albaneze în colonia albaneză din România și apoi, după obținerea independenței Albaniei, a deținut mai multe poziții cheie în politica Albaniei: președinte al Consiliului Național (9 mai - 16 iulie 1921), președinte al Senatului (1925-1928), președinte al Parlamentului în două rânduri (1928-1930, 1937-1939) și prim-ministru în două rânduri (1921, 1930-1935). A fost prima persoană de religie creștin ortodoxă care a condus guvernul Albaniei și, ca atare, a luat măsuri pentru înlăturarea mitropoliților greci din Korçë, punând astfel capăt educației grecești în zona sudică a țării.
A fost un militant pentru educația în limba albaneză și, împreună cu familia sa, a ajutat în tinerețe la deschiderea Școlii Albaneze din Korçë, într-o perioadă în care scrierea în limba albaneză era interzisă în Imperiul Otoman (încă din 1881) ca urmare a acțiunilor desfășurate de Liga de la Prizren. Societatea „Dituria” din România, pe care o conducea ca președinte, a publicat abecedare în limba albaneză, cărți scrise de Naim și Sami Frashëri, precum și alte cărți cu caracter patriotic care au fost distribuite gratuit pe teritoriul locuit de albanezi.

## Biografie

### Tinerețea și activitatea din România
S-a născut în orașul Corcea (Korçë) în 1859, ca fiu al lui Jano Vangjeli. Provenea dintr-o familie originară din Shales i Kolonjës. A absolvit Gimnaziul Grecesc din Korçë în 1877, cu rezultate foarte bune, iar în 1878 a emigrat în România.
A petrecut cea mai mare parte a tinereții sale în colonia albaneză din România. S-a stabilit mai întâi la Buciumeni și apoi la București, unde s-a ocupat cu comerțul. S-a implicat în mișcarea patriotică a emigranților albanezi din București și a devenit membru al societății „Dituria”. Într-o scrisoare din 1887, Naim și Sami Frashëri îi mulțumeau lui Jano Vangjeli și fiilor săi, Nikollaq și Pandeli, pentru ajutorul oferit la deschiderea școlii albaneze din Corcea. La 7 ianuarie 1896 Pandeli Evangjeli a fost ales președinte al coloniei albaneze din România și președinte al societății „Dituria” („Cunoașterea”). Cafeneaua sa din capitala României a servit ca loc de adunare al comunității albaneze și al societății „Dituria”.
Societățile patriotice „Dituria”, „Drita” și „Shpresa” au fuzionat în decembrie 1906 într-o singură societate cu numele „Bashkimi”, cu sediul la București. Președintele comitetului societății a fost ales Thoma Çami, iar vicepreședinți Kristo Meksidhe și Pandeli Evangjeli. În 1907, împreună cu alți patrioți, Evangjeli a creat un organism local al mișcării pentru independența Albaniei, intitulat „Comitetul albanezilor pentru eliberarea Albaniei” (Komitet i shqipëtarëve për lirin e Shqipërisë). Izbucnirea și succesul Revoluției Junilor Turci a creat oportunitatea deschiderii școlilor albaneze pe teritoriul Imperiului Otoman, iar Evangjeli a depus eforturi pentru dotarea școlilor cu cărți.

### Începuturile carierei politice
În noiembrie 1912 a avut consultări politice cu Ismail Qemali, atunci când acesta a călătorit la București, împreună cu fiul său, Qamil, și cu Luigj Gurakuqi⁠(d), pe drumul către Viena, unde urma să aibă discuții cu diplomații austro-ungari. A fost ales delegat al coloniei albaneze din București la Adunarea Națională de la Vlorë, dar nu a putut participa din motive de sănătate.
În martie 1913 a reprezentat colonia albaneză din București la lucrările Congresului de la Trieste, iar un an mai târziu a fost exilat pentru o scurtă perioadă în România, împreună cu Pandeli Cale. În 1914, când s-a întors din România, a fost numit prefect al prefecturii Korçë. S-a refugiat la București după începerea Primului Război Mondial și și-a continuat acolo activitatea patriotică.
În anul 1919 a făcut parte din delegația albaneză la Conferința de Pace de la Paris ca reprezentant al coloniei albaneze din România, iar în 1920 a fost numit membru al delegației guvernului albanez la aceeași conferință. S-a întors în Albania la mijlocul lunii aprilie 1920 și s-a stabilit la Korçë. După alegerile din 5 aprilie 1921, a fost deputat al prefecturii Korçë, președinte al Consiliului Național Albanez (9 mai - 16 iulie 1921) și ministru al afacerilor externe (11 iulie - 6 decembrie 1921).

### Primul mandat de prim-ministru
În octombrie 1921, ca urmare a propunerii formării unui guvern de tehnocrați de către grupul „Uniunea Sfântă” compus din Bajram Curri, Qazim Koculi⁠(d) și Avni Rustemi⁠(d), Pandeli Evangjeli a fost însărcinat cu formarea unui nou guvern, pe care l-a condus în perioada 16 octombrie 1921 - 5 decembrie 1921. La 19 octombrie 1921, Evangjeli a susținut că guvernul său va acorda prioritate „grijii pentru integritatea și independența statului albanez”, iar principalele sale acțiuni vor fi recunoașterea rapidă și formală a statului albanez de către puterile străine și instituirea unui sistem de relații diplomatice. În timpul mandatului său de prim-ministru, Conferința Ambasadorilor de la Paris a recunoscut independența și suveranitatea statului albanez la 9 noiembrie 1921; Albania a fost recunoscut ca stat suveran în aceeași zi de Marea Britanie și în zilele următoare de Franța și Italia. Confruntat cu situația secesiunii din nordul țării, unde tribul condus de Marka Gjoni⁠(d) proclamase Republica Mirdita, guvernul lui Evangjeli a intenționat să înființeze două comandamente generale conduse de doi oameni capabili și influenți în aceste provincii: Ahmet Zogu și Bajram Curri. Între timp, Parlamentul a decis să își înceteze activitatea și doi miniștri ai guvernului, Ahmet Dakli⁠(d) (ministrul finanțelor) și Zija Dibra (ministrul de război), au demisionat la instigarea regentului Aqif Pașa. Situația a devenit mai gravă după ce Partidul Progresist a format o comisie pentru a organiza, în caz că era necesar, o lovitură de stat. În primele zile ale lunii decembrie, Înaltul Consiliu de Regență (condus de Aqif Pașa) și conducătorii grupului „Uniunea Sfântă” l-au presat pe Evangjeli să demisioneze. După ce prim-ministrul a răspuns că va ceda puterea parlamentului care va fi convocat, cei doi membri ai Înaltului Consiliu, Aqif Pașa și episcopul catolic Luigj Bumçi⁠(d), l-au destituit din funcție pe Evangjeli într-un mod antistatutar.

### Activitatea politică din anii 1920
Evangjeli a preluat funcția de ministru al afacerilor externe la 11 septembrie 1922, înlocuindu-l pe Fan Noli, în guvernul condus de Xhafer bej Ypi⁠(d) și a îndeplinit această funcție și în primul guvern al lui Ahmet Zogu până în 25 februarie 1924. Biserica Ortodoxă Albaneză l-a decorat în 1924 pentru contribuția adusă la crearea ei ca biserică națională. În timpul mandatului de prim-ministru al lui Fan Noli, după Revoluția din Iunie 1924, el s-a autoexilat în România. După răsturnarea regimului lui Noli în decembrie 1924, Parlamentul Albaniei a fost împărțit în două camere legislative. Evangjeli, care se întorsese în Albania, a candidat la alegerile parlamentare din 17 mai 1925 și a fost ales senator și apoi președinte al Senatului, ocupând această ultimă funcție în perioada 1 iunie 1925 - 7 iunie 1928.
În urma alegerilor convocate la 17 august 1928 Parlamentul Albaniei a devenit din nou unicameral, iar Evangjeli a fost ales deputat al prefecturii Korçë și președinte al organului legislativ (25 august 1928 - 5 martie 1930). El a condus ședința Parlamentului din 1 septembrie 1928, în cadrul căreia Albania a fost proclamată monarhie constituțională, iar președintele Ahmet Zogu rege al Albaniei. Evangjeli a fost deputat al prefecturii Korçë în legislaturile 1938-1932, 1932-1936 și 1937-1939.

### Al doilea mandat de prim-ministru
Fiind un susținător puternic al regelui Zog, Pandeli Evangjeli a condus trei guverne ca prim-ministru în perioada 6 martie 1930 – 16 octombrie 1935. A fost însărcinat la 6 martie 1930 cu formarea unui nou cabinet guvernamental, care a durat până în aprilie 1931 când a demisionat. Regele Zog l-a însărcinat să formeze un al doilea cabinet, apoi, odată cu alegerea unui nou legislativ în decembrie 1932, Evangjeli a format al treilea cabinet consecutiv. În timpul celor cinci ani cât s-a aflat în fruntea Consiliului de Miniștri, Pandeli Evangjeli a naționalizat școlile particulare și a declarat parlamentului că guvernul intenționează să realizeze o reformă agrară, cu scopul de a reconcilia interesele fermierilor și proprietarilor. Refuzarea semnării unui tratat economic cu Italia a determinat mișcări ostile ale navelor flotei italiene care au pătruns în apele teritoriale ale Albaniei.
Izbucnirea Răscoalei de la Fieri în 1935 a necesitat destituirea guvernului condus de Evangjeli, care fusese criticat pentru „eșecul menținerii liniștii și ordinii”, și înlocuirea lui cu un guvern al „tineretului” condus de Mehdi Frashëri⁠(d). În cei cinci ani de guvernare, el a îndeplinit, de asemenea, funcțiile de ministru al afacerilor externe (3 noiembrie 1930 - 20 aprilie 1931) în primul cabinet, ministru al economiei naționale în al doilea și al treilea cabinet și ministru al lucrărilor publice în al treilea cabinet. După ce și-a continuat viața politică ca deputat și a fost reales ca reprezentant al prefecturii Korçë, Evangjeli a devenit în 1937 președinte al Parlamentului, funcție pe care a ocupat-o până la 7 aprilie 1939, când Italia a invadat Albania.
A fost decorat cu Ordinul „Gjergj Kastrioti - Skënderbeu”.

### Ultimii ani de viață
În ciuda faptului că era considerat proitalian și că numele său apărea în lista membrilor Parlamentului din 1943, el nu a jucat un rol activ în timpul celui de-al Doilea Război Mondial. După ocupația italiană s-a retras din viața politică. Când comuniștii au preluat puterea, l-au expulzat din Tirana, fără a-l aresta și trimite în judecată. Evangjeli s-a stabilit în orașul Korçë, unde a locuit cu verii săi din familia Ballauri și a decedat la 14 septembrie 1949.